# Isochromodes sparsata
Isochromodes sparsata är en fjärilsart som beskrevs av Paul Dognin 1924. Isochromodes sparsata ingår i släktet Isochromodes och familjen mätare. Inga underarter finns listade i Catalogue of Life.